# Christophe Wahl
Christophe Wahl (* 29. September 1967) ist ein ehemaliger Schweizer Eishockeytorhüter. Seit der Saison 2007/08 ist er Torhütertrainer des EHC Biel.

## Karriere als Spieler
Christophe Wahl begann seine Karriere als Eishockeyspieler beim HC Ajoie, für den er in der Saison 1989/90 sein Debüt in der Nationalliga A gab. Anschliessend wurde der Torhüter vom amtierenden Schweizer Meister HC Lugano verpflichtet, für den er bis 1994 zwischen den Pfosten stand. Zur Saison 1994/95 wechselte Wahl zu dessen Ligarivalen EHC Biel, mit dem er am Saisonende in die Nationalliga B abstieg. Bei den Bielern beendete er 1998 mit 31 Jahren seine aktive Laufbahn.
Nach dem Ende seiner Spielerkarriere übernahm Wahl in der Saison 2003/04 den Posten als Cheftrainer beim Drittligisten HC Moutier. In der Saison 2005/06 stand er als Hauptverantwortlicher beim Amateurverein HC Nord Vaudois hinter der Bande, ehe er zur Saison 2007/08 einen Job als Torhütertrainer bei seinem Ex-Club EHC Biel erhielt.